# Jacob Söderman
Jacob Söderman, né le 19 mars 1938 à Helsinki, marié, trois enfants, est un homme politique finlandais. Il a été le premier médiateur européen, en 1995.

## Biographie
Ayant fait des études de droit à l'université d'Helsinki, il a suivi une formation d'avocat et obtenu en 1967 un diplôme d'études approfondies en droit.
Il a commencé sa carrière comme professeur principal de droit social à l'Institut suédois des activités sociales et de l'administration locale. Par la suite, entre 1967 et 1971, il fut directeur de l'Association des municipalités de langue suédoise de Finlande.
En 1971, il devient ministre de la justice, puis il est directeur du service de sécurité du travail au ministère des Affaires sociales et de la Santé jusqu'en 1982. Parallèlement, il a été élu député et faisait partie à ce titre de la commission constitutionnelle, ainsi que de la commission des affaires étrangères. Entre 1971 et 1974, il fut également président de trois commissions gouvernementales sur l'environnement professionnel. De 1972 à 1975, il fut représentant finlandais au Conseil d'administration de l'Organisation internationale du travail. 
En 1982, il devient ministre des Affaires sociales et de la Santé, ainsi que de la Coopération nordique. Dans le même temps, il est élu gouverneur de la province d'Uusimaa (1,2 million d'habitants), poste qu'il occupera jusqu'en 1989, tout en présidant la commission parlementaire chargée des affaires de police.
Par la suite, en 1989, il fut Ombudsman parlementaire de Finlande jusqu'en 1995, et membre du conseil d'administration de l'Institut international de l'ombudsman en 1991 et 1992. En 1995, il devint médiateur européen jusqu'en 2003, puis président de la commission du média en Finlande, membre du directoire de l'Université d'Helsinki et du Groupe des sages.
De 2007 à 2011, il est à nouveau député.

## Ordres et décorations
- Ordre de la Rose blanche de Finlande, 1988
- Grand-croix de l'Ordre de Bernardo O'Higgins décernée par la République du Chili, 1993
- Grand-croix de l'ordre du Lion finlandais, 1995
- Prix décerné par l'Association européenne de l'Information, 1996
- Docteur honoris causa, Åbo Akademi, Faculté des Sciences politiques Université de Turku, Finlande, 1998
- Doctorat en droit h.c., Université de Laponie, Finlande, 1999
- Prix décerné au Médiateur européen par le Ministère de l'Éducation de Finlande pour sa Contribution à la Diffusion d'Informations, 2000
- Prix Alexis-de-Tocqueville décerné par l'Institut Européen d'Administration Publique, 2001
- Chevalier de l'ordre national de la Légion d'honneur de la République française, 2002
- Prix J.V. Snellman, Association des Périodiques Finlandais, 2002